# Dillenia celebica
Dillenia celebica är en tvåhjärtbladig växtart som beskrevs av Hoogl. Dillenia celebica ingår i släktet Dillenia och familjen Dilleniaceae. Inga underarter finns listade i Catalogue of Life.